# Aridelus elasmuchae
Aridelus elasmuchae is een insect dat behoort tot de orde vliesvleugeligen (Hymenoptera) en de familie van de schildwespen (Braconidae). De wetenschappelijke naam van de soort werd voor het eerst geldig gepubliceerd door Maeto & Kudo in 1992.